# Zembra
Zembra (em árabe: زمبرة) (Zimbraⓘ) é uma ilha da Tunísia.
A ilha possui cerca de 432

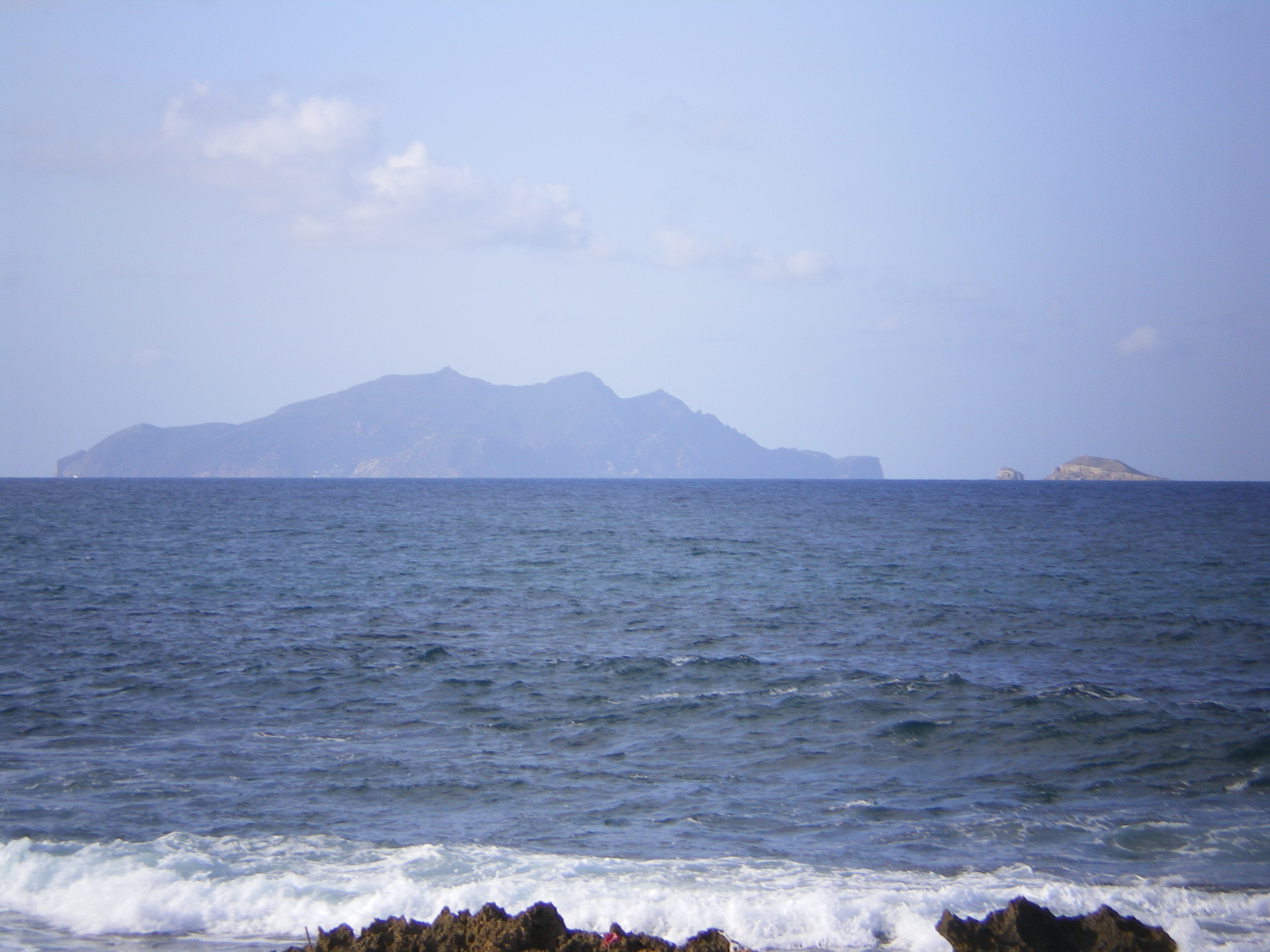
Vista de Zembra à esquerda e Zembretta à direita (right)

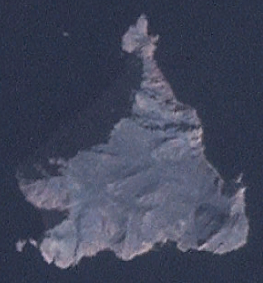
Vista de satélite de Zembra.

 metros (1 417 pés) de formação rochosa, e devido a isso, possui penhascos com mais de 400 metros de altura. Localizada 15
 quilômetros (9 milhas) de Sidi Daoud e 50
 quilômetros (31 milhas) do porto de La Goulette, é uma extensão natural da península de Cap Bon. Considerada uma fortaleza natural, abrigou um resort até 1976 sendo passado aos comandos do Exército da Tunísia. No sul da ilha, existe remanescências um antigo porto. A ilha possui clima mediterrâneo.
Zembra possui um frágil ecossistema  e foi classificada como área protegida pela UNESCO desde 1977.
A vegetação da ilha consiste em cerca de 266 espécies catalogadas distribuidas conforme sua adaptação pelas diferentes topografia da ilha. Os solos nativos incluem rocha, argila, areia e cal de magnésio. A flora é caracterizada por dosseis de arbusto denso, incluindo espécies como a azeitona e o zimbro, e a presença de plantas raras que favorecem de solos salinos. Há também invertebrados e mamíferos terrestres introduzidos pelo homem, como coelho, Ovelhas, rato negro e gato feral. Além disso, Zembra está localizado em uma rota de migração aviária entre a Tunísia eo estreito da Sicília, e hospeda mais de 25.000 pares de aves migratórias que ninho nas falésias rochosas. A ilha abriga a maior colônia de pardelas no Mediterrâneo. Golfinhos também são comuns nas águas que cercam a ilha.